# دیک تافلد
ریچارد نورتون تافلد (انگلیسی: Richard Norton Tufeld؛ ۱۱ دسامبر ۱۹۲۶ – ۲۲ ژانویهٔ ۲۰۱۲) بازیگر، صداپیشه و اعلان‌کنندهٔ رادیویی-تلویزیونی اهل ایالات متحده آمریکا بود. وی بین سال‌های ۱۹۴۵ تا ۲۰۰۴ میلادی فعالیت می‌کرد.
از فیلم‌ها یا مجموعه‌های تلویزیونی که وی در آن‌ها نقش داشته است، می‌توان به گمشده در فضا اشاره نمود.